# Schwimmeuropameisterschaften 1985
Die 17. Schwimmeuropameisterschaften fanden vom 4. August bis 11. August 1985 in Sofia statt und wurden von der Ligue Européenne de Natation (LEN) veranstaltet.
Die Schwimmeuropameisterschaften 1985 beinhalteten Wettbewerbe im Schwimmen, Kunst- und Turmspringen, Synchronschwimmen sowie die beiden Wasserballturniere. Das Wasserballturnier der Frauen wurde 1985 zum ersten Mal ausgetragen und fand zwischen den 12. und 18. August 1985 in Oslo (Norwegen) statt.

## Beckenschwimmen

### Ergebnisse Männer
| Wettbewerb                 | Gold                                        | Gold     | Silber                                          | Silber   | Bronze                                          | Bronze   |
| -------------------------- | ------------------------------------------- | -------- | ----------------------------------------------- | -------- | ----------------------------------------------- | -------- |
| 100 m Freistil             | Stéphan Caron Frankreich                    | 50.20    | Jörg Woithe Deutsche Demokratische Republik     | 50.38    | Stefan Volery Schweiz                           | 50.70    |
| 200 m Freistil             | Michael Groß BR Deutschland                 | 1:47.95  | Sven Lodziewski Deutsche Demokratische Republik | 1:49.99  | Tommy Werner Schweden                           | 1:50.04  |
| 400 m Freistil             | Uwe Dassler Deutsche Demokratische Republik | 3:51.52  | Sven Lodziewski Deutsche Demokratische Republik | 3:51.54  | Rainer Henkel BR Deutschland                    | 3:51.79  |
| 1500 m Freistil            | Uwe Dassler Deutsche Demokratische Republik | 15:08.56 | Rainer Henkel BR Deutschland                    | 15:10.34 | Stefan Pfeiffer BR Deutschland                  | 15:20.67 |
| 100 m Rücken               | Igor Poljanski Sowjetunion                  | 55.24    | Dirk Richter Deutsche Demokratische Republik    | 56.02    | Sergei Sabolotnow Sowjetunion                   | 56.88    |
| 200 m Rücken               | Igor Poljanski Sowjetunion                  | 1:58.50  | Sergei Sabolotnow Sowjetunion                   | 2:01.88  | Frank Baltrusch Deutsche Demokratische Republik | 2:02.57  |
| 100 m Brust                | Adrian Moorhouse Großbritannien             | 1:02.99  | Rolf Beab BR Deutschland                        | 1:03.38  | Dmitri Wolkow Sowjetunion                       | 1:03.59  |
| 200 m Brust                | Dmitri Wolkow Sowjetunion                   | 2:19.53  | Alexandre Yokochi Portugal                      | 2:19.63  | Étienne Dagon Schweiz                           | 2:19.69  |
| 100 m Schmetterling        | Michael Groß BR Deutschland                 | 54.02    | Andy Jameson Großbritannien                     | 54.30    | Marcel Gery Tschechoslowakei                    | 54.86    |
| 200 m Schmetterling        | Michael Groß BR Deutschland                 | 1:56.65  | Benny Nielsen Dänemark                          | 1:58.80  | Frank Drost Niederlande                         | 2:00.16  |
| 200 m Lagen                | Tamás Darnyi Ungarn                         | 2:03.23  | Josef Hladký Tschechoslowakei                   | 2:04.13  | Peter Bermel BR Deutschland                     | 2:04.47  |
| 400 m Lagen                | Tamás Darnyi Ungarn                         | 4:20.70  | Wadym Jaroschtschuk Sowjetunion                 | 4:21.54  | Raik Hannemann Deutsche Demokratische Republik  | 4:26.33  |
| 4 × 100 m Freistil Staffel | BR Deutschland                              | 3:22.18  | Deutsche Demokratische Republik                 | 3:22.32  | Schweden                                        | 3:22.41  |
| 4 × 200 m Freistil Staffel | BR Deutschland                              | 7:19.23  | Schweden                                        | 7:25.69  | Niederlande                                     | 7:32.82  |
| 4 × 100 m Lagen Staffel    | BR Deutschland                              | 3:43.59  | Deutsche Demokratische Republik                 | 3:45.35  | Italien                                         | 3:46.09  |

### Ergebnisse Frauen
| Wettbewerb                 | Gold                                             | Gold    | Silber                                             | Silber  | Bronze                                          | Bronze  |
| -------------------------- | ------------------------------------------------ | ------- | -------------------------------------------------- | ------- | ----------------------------------------------- | ------- |
| 100 m Freistil             | Heike Friedrich Deutsche Demokratische Republik  | 55.71   | Manuela Stellmach Deutsche Demokratische Republik  | 55.77   | Conny van Bentum Niederlande                    | 56.33   |
| 200 m Freistil             | Heike Friedrich Deutsche Demokratische Republik  | 1:59.55 | Manuela Stellmach Deutsche Demokratische Republik  | 1:59.88 | Vania Argirova Bulgarien                        | 2:02.62 |
| 400 m Freistil             | Astrid Strauß Deutsche Demokratische Republik    | 4:09.22 | Anke Möhring Deutsche Demokratische Republik       | 4:10.55 | Jelena Dendeberowa Sowjetunion                  | 4:14.44 |
| 800 m Freistil             | Astrid Strauß Deutsche Demokratische Republik    | 8:32.45 | Sarah Hardcastle Großbritannien                    | 8:32.57 | Anke Möhring Deutsche Demokratische Republik    | 8:40.82 |
| 100 m Rücken               | Birte Weigang Deutsche Demokratische Republik    | 1:02.16 | Kathrin Zimmermann Deutsche Demokratische Republik | 1:02.60 | Natalija Schybajewa Sowjetunion                 | 1:03.12 |
| 200 m Rücken               | Cornelia Sirch Deutsche Demokratische Republik   | 2:10.89 | Kathrin Zimmermann Deutsche Demokratische Republik | 2:12.43 | Jolanda de Rover Niederlande                    | 2:15.06 |
| 100 m Brust                | Sylvia Gerasch Deutsche Demokratische Republik   | 1:08.62 | Silke Hörner Deutsche Demokratische Republik       | 1:08.95 | Tanja Bogomilowa Bulgarien                      | 1:09.46 |
| 200 m Brust                | Tanja Bogomilowa Bulgarien                       | 2:28.57 | Sylvia Gerasch Deutsche Demokratische Republik     | 2:29.02 | Silke Hörner Deutsche Demokratische Republik    | 2:29.82 |
| 100 m Schmetterling        | Kornelia Greßler Deutsche Demokratische Republik | 59.46   | Birte Weigang Deutsche Demokratische Republik      | 1:00.45 | Tatyana Kurnikova Sowjetunion                   | 1:01.73 |
| 200 m Schmetterling        | Jacqueline Alex Deutsche Demokratische Republik  | 2:11.78 | Kornelia Greßler Deutsche Demokratische Republik   | 2:11.87 | Petra Zindler BR Deutschland                    | 2:14.62 |
| 200 m Lagen                | Kathleen Nord Deutsche Demokratische Republik    | 2:16.07 | Sonia Blagoeva Bulgarien                           | 2:17.35 | Susanne Börnike Deutsche Demokratische Republik | 2:17.96 |
| 400 m Lagen                | Kathleen Nord Deutsche Demokratische Republik    | 4:47.08 | Cornelia Sirch Deutsche Demokratische Republik     | 4:48.73 | Sonia Blagoeva Bulgarien                        | 4:50.69 |
| 4 × 100 m Freistil Staffel | Deutsche Demokratische Republik                  | 3:44.48 | BR Deutschland                                     | 3:47.38 | Niederlande                                     | 3:48.59 |
| 4 × 200 m Freistil Staffel | Deutsche Demokratische Republik                  | 8:03.82 | Niederlande                                        | 8:15.14 | Schweden                                        | 8:15.15 |
| 4 × 100 m Lagen Staffel    | Deutsche Demokratische Republik                  | 4:06.93 | Sowjetunion                                        | 4:11.32 | Bulgarien                                       | 4:11.92 |

## Kunst- und Turmspringen

### Ergebnisse Männer
| Wettbewerb | Gold                                          | Silber                      | Bronze                     |
| ---------- | --------------------------------------------- | --------------------------- | -------------------------- |
| 3 m        | Nikolay Droshin Sowjetunion                   | Petar Georgiew Bulgarien    | Dieter Dörr BR Deutschland |
| 10 m       | Thomas Knuths Deutsche Demokratische Republik | Albin Killat BR Deutschland | Domenico Rinaldi Italien   |

### Ergebnisse Frauen
| Wettbewerb | Gold                                 | Silber                                               | Bronze                                       |
| ---------- | ------------------------------------ | ---------------------------------------------------- | -------------------------------------------- |
| 3 m        | Schanna Zyrulnykowa Sowjetunion      | Irina Sidorova Sowjetunion                           | Brita Baldus Deutsche Demokratische Republik |
| 10 m       | Anschela Stassjulewitsch Sowjetunion | Ramona Paetow-Wenzel Deutsche Demokratische Republik | Alla Lobankina Sowjetunion                   |

## Synchronschwimmen
| Wettbewerb | Gold                                           | Silber                                   | Bronze                                    |
| ---------- | ---------------------------------------------- | ---------------------------------------- | ----------------------------------------- |
| Einzel     | Carolyn Wilson Großbritannien                  | Muriel Hermine Frankreich                | Alexandra Worisch Österreich              |
| Duett      | Eva-Maria Edinger Alexandra Worisch Österreich | Pascale Besson Muriel Hermine Frankreich | Amanda Dodd Carolyn Wilson Großbritannien |
| Gruppe     | Frankreich                                     | Vereinigtes Königreich                   | Niederlande                               |

## Wasserball

### Ergebnisse Männer
| Wettbewerb | Gold        | Silber      | Bronze         |
| ---------- | ----------- | ----------- | -------------- |
| Mannschaft | Sowjetunion | Jugoslawien | BR Deutschland |

### Ergebnisse Frauen
| Wettbewerb | Gold        | Silber | Bronze         |
| ---------- | ----------- | ------ | -------------- |
| Mannschaft | Niederlande | Ungarn | BR Deutschland |